# Río Cracău
El río Cracău es un curso de agua de la cuenca hidrográfica del Danubio, afluente por la izquierda del Bistrița. Discurre por el noreste de Rumanía, por el condado de Neamț.

## Descripción
El río, en cuyo curso alto, en Magazia, recibe las aguas aportadas por la unión del Crăcăul-Negru y el Crăcăul-Alb, discurre dejando a ambos lados de su curso lugares como Crăcăoani, Oșlobeni, Bodești, Căciulești, Girov, Doina y Dănești, hasta terminar desembocando en el Bistrița, en la margen izquierda de este. Uno de sus afluentes por la derecha es el río Almaș.